# 돈 바이런 콜턴
돈 바이런 콜턴(Don Byron Colton, 1876년 9월 15일 ~ 1952년 8월 1일)은 미국의 정치인이다.
유타주 주압 카운티의 모나 근처에서 태어났고 1879년 윈타 카운티로 이사갔다. 그 후 1896년 프로보에 있는 브리검영 대학교를 졸업했다. 1903년엔 유타주 하원 의원으로도 있었고 1905년 미시간 대학교 로스쿨을 졸업한 다음 동년에 변호사 자격을 취득하였다. 또한 목장 일 등의 다른 사업도 하고 1905년에서 1914년까지 유타주 버널에서 국유지 관리인으로 일하기도 했다. 1914년부터 1924년까지 공화당 유타주 대표였고, 1915년부터 1917년까진 상원 의원이었다. 1904년, 1924년, 1928년엔 공화당 대표였다. 그 후 몇 번의 정치적 실패 후 다시 변호사 일을 시작했고 1937년 솔트레이크시티로 가서 농사일과 목축일을 겸했다. 1940년엔 주지사로 출마하기도 했지만 낙선됐다. 그 후 1952년 8월 1일 솔트레이크시티에서 죽었다.

## 역대 선거 결과
| 선거명      | 직책명                    | 대수 | 정당   | 득표율 | 득표수    | 결과 | 당락                 |
| ----------- | ------------------------- | ---- | ------ | ------ | --------- | ---- | -------------------- |
| 1920년 선거 | 하원의원 (유타 제1선거구) | 67대 | 공화당 | 57.49% | 42,249표  | 1위  | 유타주 하원의원 당선 |
| 1922년 선거 | 하원의원 (유타 제1선거구) | 68대 | 공화당 | 52.73% | 33,188표  | 1위  | 유타주 하원의원 당선 |
| 1924년 선거 | 하원의원 (유타 제1선거구) | 69대 | 공화당 | 54.86% | 40,883표  | 1위  | 유타주 하원의원 당선 |
| 1926년 선거 | 하원의원 (유타 제1선거구) | 70대 | 공화당 | 61.44% | 44,007표  | 1위  | 유타주 하원의원 당선 |
| 1928년 선거 | 하원의원 (유타 제1선거구) | 71대 | 공화당 | 60.89% | 50,274표  | 1위  | 유타주 하원의원 당선 |
| 1930년 선거 | 하원의원 (유타 제1선거구) | 72대 | 공화당 | 60.77% | 45,875표  | 1위  | 유타주 하원의원 당선 |
| 1932년 선거 | 하원의원 (유타 제1선거구) | 73대 | 공화당 | 47.57% | 44,827표  | 2위  | 낙선                 |
| 1934년 선거 | 상원의원 (유타 제1부)     | 74대 | 공화당 | 45.44% | 82,154표  | 2위  | 낙선                 |
| 1940년 선거 | 유타 주지사               | 8대  | 공화당 | 47.69% | 117,713표 | 2위  | 낙선                 |